# Markus Larsson (styrkelyftare)
Markus Larsson är en svensk styrkelyftare i +120-kilosklassen. Larsson blev nordisk mästare i bänkpress 2012 samt deltar i Svenska landslaget i styrkelyft. Han tog 2012 även bronsmedalj på EM i Italien.